# Onde a Terra Acaba (documentário)
Onde a Terra Acaba é um documentário brasileiro de 2002, escrito e dirigido por Sérgio Machado, sobre o filme homônimo inacabado de Mário Peixoto . O roteiro é baseado nos diários, cartas e entrevistas do diretor, e inclui muitas imagens de arquivo e trechos de filmes antigos inclusive o lendário "Limite", de 1931, e depoimentos de cineastas contemporâneo e pessoas que conheceram e conviveram com Peixoto, como a atriz Olga Breno, a quem o filme foi dedicado. Música original de Antônio Pinto e Ed Côrtes. 

## Elenco
- Matheus Nachtergaele...narrador
- Cacá Diegues
- Olga Breno
- Nelson Pereira dos Santos
- Walter Salles
- Ruy Solberg

## Enredo
Após uma introdução com trechos de diários de Mário Peixoto, os letreiros informam que o diretor afirmava ter nascido em 1908, em Bruxelas, mas havia evidências de que era da Tijuca, no Rio de Janeiro. Em 1927 foi enviado para estudar na Inglaterra quando escreve sobre sua vontade de ser ator e assiste ao filme Metrópolis e também menciona uma comédia de Buster Keaton.
A seguir, a narrativa aborda a realização de Limite, filme a qual os letreiros informam ter sido indicado como o mais importante produzido no país, em levantamento dos críticos em 1998 (apesar de nunca ter sido lançado comercialmente). Em imagens de arquivo,  Mário Peixoto explica que a ideia para o filme surgiu em Paris, quando ainda estudava, ao ver uma capa de um folhetim na qual havia a figura de uma mulher com dois pulsos masculinos algemados à frente dela. À noite, Peixoto começou a escrever as cenas, sem saber ainda o que era. Em 1929, de volta ao Brasil, ele e amigos assistem Brasa Dormida, de Humberto Mauro, quando então resolvem produzir um filme. Peixoto termina o roteiro e o leva para Ademar Gonzaga e depois ao próprio Humberto Mauro que indicou o fotógrafo Edgar Brazil. Por sugestão dos cineastas, Peixoto era quem deveria dirigir. Passaram então à escolha do elenco, quando um primo dele indica uma funcionária, a lojista Alzira Alves, que adota o nome de Olga Breno. A outra atriz veio de fotos de Gonzaga, sendo escolhida Iolanda Bernardes, que usou o nome de Taciana Rei. Em 1930, a equipe se dirigiu então para a Fazenda Santa Justina, em Mangaratiba, de propriedade de um tio de Peixoto. Peixoto destaca o excelente trabalho de Edgar Brazil, que criou vários equipamentos como um andor e uma grua rudimentar, além da montagem de seu próprio laboratório de revelação dos filmes, executando com precisão todos os planos imaginados pelo diretor. 
A narrativa passa então a descrever o conturbado relacionamento profissional de Mário Peixoto com a atriz e produtora Carmen Santos. Os dois se conheceram antes do término das filmagens de Limite, e o diretor a convidou para uma pequena participação. Carmem (que aparece também em imagens de Argila, filme de 1941 de Humberto Mauro), gostou do trabalho e não cobrou pelo uso de seu laboratório para a finalização da produção, propondo a Peixoto escrever e dirigir um filme com ela. Animado, Peixoto então escreveu um roteiro a qual deu o título de "Sonolência". A atriz não gostou então o diretor pensou em "Onde a terra acaba e as coisas do espírito se iniciam", sendo então simplificado para "Onde a Terra Acaba". Sob intensa cobertura da imprensa especializada da época, a equipe se dirigiu para a Ilha de Marambaia, local de difícil acesso, chuvoso e com muitas aves e macacos. O diretor começou a se incomodar com as frequentes ausências de Carmen, que viajava constantemente ao Rio, para resolver assuntos pessoais, além de experimentar crises emocionais. Quando havia sido filmado cerca de um terço das cenas (cuja maior parte se perderia num incêndio na Brasil Vitta Filmes), os dois romperam e Carmem, não querendo desperdiçar toda a propaganda feita, convidou outro diretor (Otávio Gabus Mendes) e roteiro, que adaptou a história "Senhora" de José de Alencar mas manteve o título e aproveitou as imagens das locações em Marambaia.
Na parte final do filme são narradas as tentativas de Mário Peixoto de retomar a carreira de diretor. Com o jornalista Pedro Lima, admirador de Limite, teve a ideia de filmar "Maré Baixa", do qual só foram produzidas imagens de testes. Em 1933, Peixoto se encantou com uma casa em ruínas numa praia da Ilha Grande, antigo refúgio de um pirata do Século XVII e conhecido como Sítio do Morcego, e adquire a propriedade com dinheiro dado pelo pai, pensando em transformá-la num local para visitação pública. Ali ele escreveu vários roteiros e o romance "O inútil de cada um", em seis volumes. A propriedade foi vendida em 1976. Em 1974, Peixoto conhece o cineasta Ruy Solberg que consegue um adiantamento da Embrafilme para iniciar a produção de "A alma segundo Salustre", projeto antigo do diretor. Mas o trabalho não foi adiante pelas dificuldades criadas pelo diretor, segundo Solberg, que queria, por exemplo, que os protagonistas fossem interpretados por Roberto Carlos e Brigitte Bardot. Apesar disso, Solberg realizou o documentário "O Homem do Morcego", com depoimentos de Peixoto, e filmou ainda uma rara cena dele como ator, num documentário que fez sobre futebol.